# Assassinato sob Custódia
Assassinato sob Custódia  (em inglês:  A Dry White Season) é um filme norte-americano de 1989, do gênero drama, dirigido por Euzhan Palcy e estrelado por Donald Sutherland e Janet Suzman.

## Sinopse
África do Sul. O professor Ben du Toit sempre se beneficiou do apartheid e sempre acreditou viver em um país onde reinava a justiça e o bem estar de todos. Sua cegueira se desvanece quando o filho de seu jardineiro negro é preso e espancado durante um protesto em Soweto; e, em outra ocasião logo depois, simplesmente não volta mais para casa. Ao descobrir que o jovem foi assassinado pelo Capitão Stolz, Ben contrata o advogado Ian Mackenzie para processá-lo. Contudo, fica claro que Stolz não será punido e Ben torna-se um agitador radical, o que o afasta dos amigos e parentes.

## Elenco
| Ator/Atriz        | Personagem      |
| ----------------- | --------------- |
| Donald Sutherland | Ben du Toit     |
| Janet Suzman      | Susan du Toit   |
| Jürgen Prochnow   | Capitão Stolz   |
| Zakes Mokae       | Stanley Makhaya |
| Susan Sarandon    | Melanie Bruwer  |
| Marlon Brando     | Ian McKenzie    |
| Winston Ntshona   | Gordon Nugubene |

## Principais premiações
| Patrocinador                                            | Prêmio       | Categoria                                        | Situação |
| ------------------------------------------------------- | ------------ | ------------------------------------------------ | -------- |
| Academia de Artes e Ciências Cinematográficas           | Oscar        | Melhor Ator Coadjuvante (Marlon Brando)          | Indicado |
| Associação de Correspondentes Estrangeiros de Hollywood | Golden Globe | Melhor Ator Coadjuvante - Cinema (Marlon Brando) | Indicado |
| British Academy of Film and Television Arts             | BAFTA        | Melhor Ator Coadjuvante - Cinema (Marlon Brando) | Indicado |